# Born, Țările de Jos
Born este un sat din municipalitatea olandeză Sittard-Geleen. Are un port pe Julianakanaal (canalul Juliana). Born este, de asemenea, sediul fabricii de mașini VDL Nedcar și sediul și Centrul de distribuție european al Mitsubishi Motors Europe. Are o grădină zoologică.